# مدرسه نوابغ
مدرسه نوابغ (به انگلیسی: A.N.T. Farm) یک کمدی موقعیت آمریکایی ساخته دان سینگر است که از تاریخ۶ مه ۲۰۱۱ تا ۲۱ مارس ۲۰۱۴ از کانال دیزنی پخش میشد.پخش این سریال از ۶ مه ۲۰۱۱ به صورت آزمایشی بود و از ۱۷ ژوئن ۲۰۱۱ پخش آن به صورت رسمی آغاز شد.
این سریال در سان فرانسیسکو فیلمبرداری شده و چین آن مک‌کلین٬سیرا مک‌کورمک و جک شرت از ستارگان این فیلم اند که در داستان٬دانش آموزان مدرسه نابغه‌ها به نام "Advanced Natural Talent" یا "A.N.T." هستند.

## داستان
داستان این کمدی موقعیت دربارهٔ دبیرستانی است که بچه‌هایی با استعدادهای گوناگونی را ثبت نام می‌کند و دربارهٔ اتفاقاتی که برای بعضی دانش آموزان میفتدصحبت می‌کند. این سریال در سه فصل تولید شده‌است که بعضی بازیگران فقط در سری اول یا دوم یا فقط اول هستند.

## شخصیت‌ها

### شخصیت‌های اصلی

شخصیت‌های اصلی داستان از چپ به راست:انگس-لکسی- چاینا-فلچر- اولیو

- چاینا پارکس(با بازی چین آن مک‌کلین)یک نابغه موسیقی در خوانندگی و نواختن آلات موسیقی مختلف است. او شخصیت اصلی داستان است و گاهی صحنه‌هایی از خانه آن‌ها و پدر و مادرش پخش می‌شود
- اولیو دولیه(با بازی:سیرا مک‌کورمک) یک نابغه و دارای یک حافظه فوق قوی (مانند به یاد آوردن عکس‌ها و فیلم‌های عکاسی) است. او دوست چاینا است.
- فلچر کویمبی(با بازی:جیک شورت) یک هنرمند و نقاش نابغه است که نقاشی‌هایی به دور از سنش می‌کشد. او عاشق چاینا است.
- انگس(با بازی:آدن مینچس) او یک نابغه کامپیوتر و دوست فلچر و عاشق اولیو است. او بیشتر اوقات بازی رایانه‌ای می‌کند.
- لکسی رید(با بازی:استفانی اسکات)یک دانش آموز دختر و بزرگ‌ترین رقیب چاینا است که فکر می‌کند زیباترین دختر دنیاست. او مورچه نگهداری می‌کند.
- کامرون پارکس(با بازی:کارلون جفری) برادر بزگتر چاینا است و سعی می‌کند به چاینا در رافبت با لکسی کمک کند. او در درس‌های مدرسه به شدت خنگ است.

### شخصیت‌های تکرار شونده
- گیبسون(زیچ استیل) یک مشاور و استاد راهنمای مدرسه است. او با اینکه بزرگ است اما مثل بچه‌ها رفتار می‌کند. او بافندگی و ماژونگ را دوست دارد.
- پیسلی هوندسوت (آلی دیبتری) بهترین دوست لکسی است که مثل او فکر نمی‌کند. او بسیار شاد و خونگرم است. او بعضی مواقع کله‌پوک است.
- سوزان سکیدمور (میدنی سلرلینگ)(بازیگر مهمان سری اول و دوم) او مدیر مدرسه است. او همیشه خود را متقاعد می‌کند که زیبا و جوان است.
- دیرل پارکس(فیتنس میشل)(فصل اول و دوم _فصل سه مهمان) او پدر چاینا و کامرون است و افسر پلیس سانفراسیسکو. او دخترش را بسیار دوست دارد و به شغلش افتخار می‌کند.
- روکسانا پارکس(آلیس نیل)(فصل اول) او مادر چاینا و کامرون است. او یک سرگرمی ساز برای مهمانی بچه هاست. او در سری دوم وسوم حضور ندارد.

## نمایش‌ها
این سریال در کانادا در تاریخ ۲۳ مه ۲۰۱۱ و در نیوزیلند و استرالیا ۱۵ اوت ۲۰۱۱ نمایش داده شد. همچنین در کشورهای سنگاپور٬آفریقای جنوبی، بریتانیا٬ایرلند نیز پخش شده‌است. این فیلم به صورت زیرنویس فارسی ترجمه شده و از پرشین‌تون پخش می‌شود.